# Zeus
Zeus (gangbare uitspraak in Nederland: zuis (IPA: [zœys]) of zeus; Oudgrieks: Ζεύς (Oudgriekse uitspraak: zdews), genitivus Διός of Ζηνός) is een figuur in de Griekse mythologie.
Hij is de oppergod, die heerste vanaf de berg Olympus. Hij was een zoon van Kronos (Lat. Saturnus) en Rheia, twee van de twaalf Titanen, de machtige zonen en dochters van Ouranos, de hemelgod. Kronos was de opvolger van Ouranos. Het equivalent van Zeus in de Romeinse godsdienst is Jupiter.
Eleuthereus komt bij sommige schrijvers voor als een bijnaam van Zeus.
De betekenis van zijn naam (Indo-Europees *Djev = stralende, verwant met Latijn dies = dag) duidt op een verwantschap met de verering van het heldere uitspansel; Zeus’ meest wezenlijke functie is die van hemelgod. De natuur en al haar verschijnselen waren aan hem onderworpen. Hij slingerde de bliksems, verzamelde de wolken en dreef ze uiteen; regen en sneeuwval werden door hem veroorzaakt. Daarom golden allerlei hoge bergen als zijn verblijf: de Ida op Kreta, de Lycaeus in Arcadië, maar de bekendste is de Olympus in Thessalië. De adelaar (oorspronkelijk symbool van de bliksem) was zijn heilige vogel, de eik zijn heilige boom, zijn schild was de aegis. Door zijn donderkeil te gebruiken en bliksems en donderslagen teweeg te brengen, maar ook met een regenboog en de vlucht van vogels gaf Zeus voortekenen aan de mens. In het orakel van Dodona konden de priesters de wil van Zeus vernemen door naar het ruisen van de eiken in het heilige en aan Zeus gewijde eikenbos te luisteren.

Al vroeg, wellicht reeds in de Myceense tijd (ca. 1600 tot ca. 1100 v.Chr.), werd hij de centrale figuur van het Griekse pantheon en stelde hij de overige goden op de achtergrond. Naar het voorbeeld van hoofden van aanzienlijke geslachten op aarde stelde men Zeus voor als het hoofd van de godenfamilie. Zijn familie had ook haar verblijf op de Olympus en gehoorzaamde hem. Zo werd Zeus niet slechts de bevestiger van de harmonie in de natuur, maar vooral ook van de maatschappelijke orde. Koningen en vorsten ontleenden hun macht aan Zeus en waren aan hem verantwoording schuldig. Hij was de raadgevende god, de beschermer van de volksvergadering en handhaver van de eed. Ook het gezin stond onder zijn hoede: als Zeus Herkeios (= Beschermer van het hof) had hij een altaar op de binnenplaats van de woning. Vooral gasten en vreemdelingen stonden onder zijn bescherming.

## Mythische verhalen

### Strijd van Zeus en Kronos

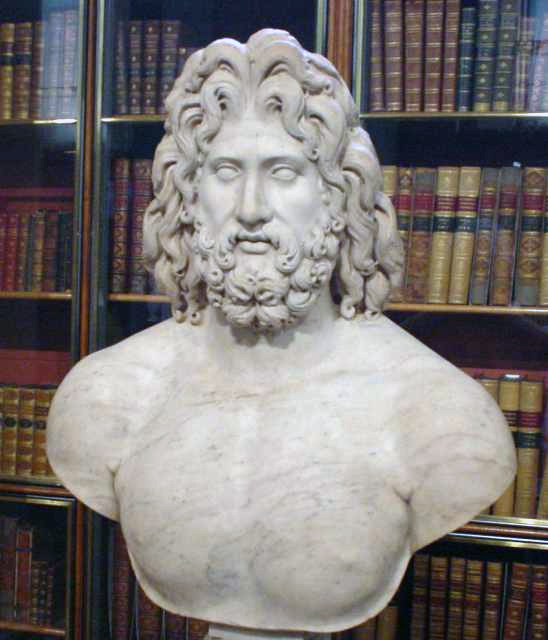
Zeus

Zeus was als enige zoon ontsnapt aan Kronos' vraatzucht, die was opgewekt toen Gaia voorspelde dat een van zijn zonen hem eens van de troon zou stoten. Om dit te voorkomen verzwolg hij al zijn kinderen. Maar de verdrietige Rheia wist de geboorte van Zeus geheim te houden en zij verborg hem in een verafgelegen, donkere grot op Kreta waar hij door de nimfen werd opgevoed. Daar dronk hij melk van de geit Amalthea en brachten de bijen hem honing. Ida en Adrasteia, dochters van Melisseus, verzorgden hem en ook de priesters van die streek, de Koureten, hielpen mee de jonge god te beschermen. Ze bewaakten de grot en als hij huilde sloegen ze hard op hun wapenrusting, zodat Kronos het niet zou horen.
Toen Zeus als volwassen man zijn vader met zijn bestaan confronteerde en van hem eiste dat hij zijn verslonden, maar onsterfelijke kinderen weer terug zou geven, ontbrandde een zware strijd om de macht. Het ging tussen Zeus enerzijds en Kronos met de meeste Titanen anderzijds. Zeus bevrijdde de Cyclopen en de honderdarmige reuzen, de Hekatoncheiren, uit Kronos' gevangenis in de Tartarus en verzekerde zich op die manier van hun hulp. Hij slingerde zijn belangrijkste wapen, de door de Cyclopen gemaakte bliksemschichten, van de Olympus naar beneden en bleef dat net zo lang doen tot hij de overwinning had behaald. Zo verkreeg Zeus heerschappij over de wereld. De door Kronos verzwolgen broers en zusters van Zeus (Poseidon, Hades, Hera, Hestia en Demeter) werden uit hem bevrijd. Er kwam daarmee een nieuwe generatie goden, die van de Olympische goden, aan de macht.

### Zeus en de Giganten
Een tweede verschrikkelijke strijd om de macht ontbrandde toen oermoeder Gaia van de Aarde niet langer kon aanzien hoe een aantal van haar kinderen in de onderwereld gevangen werden gehouden; Zeus had hen niet vrijgelaten omdat zij hem vijandig gezind waren geweest. Zij stimuleerde de Giganten om de strijd om de hemelheerschappij voor haar met hem aan te binden. Toen braken deze reuzen met veel geweld uit de onderwereld los en trokken woest en opgetogen naar de bergen van Thessalië.
Iris riep alle hemelingen bijeen en riep zelfs de hulp in van de geesten van de gestorvenen. Alle elementen werden geschud: de hemel donderde en de aarde beefde. Iedere god nam op zijn wijze aan de strijd deel: Phoibos Apollo schoot pijlen af, Hephaistos slingerde gloeiende kolen naar de monsters, Poseidon vocht met zijn drietand, de Moiren (godinnen van het noodlot) zwaaiden met knotsen, Herakles (Hercules) vocht moedig mee en Zeus zelf slingerde zijn verzengende bliksemschichten opnieuw naar beneden. En uiteindelijk, hoewel de reuzen in hun woede hele bergen losrukten en op elkaar stapelden, won Zeus de strijd en werd hij voorgoed en onbetwist heerser van het heelal, als Opperste in de kring der goden.

## Patmos
Ook zou Zeus het eiland Patmos aan zijn dochter Artemis hebben geschonken.

## Genealogie

### Hera en andere geliefden

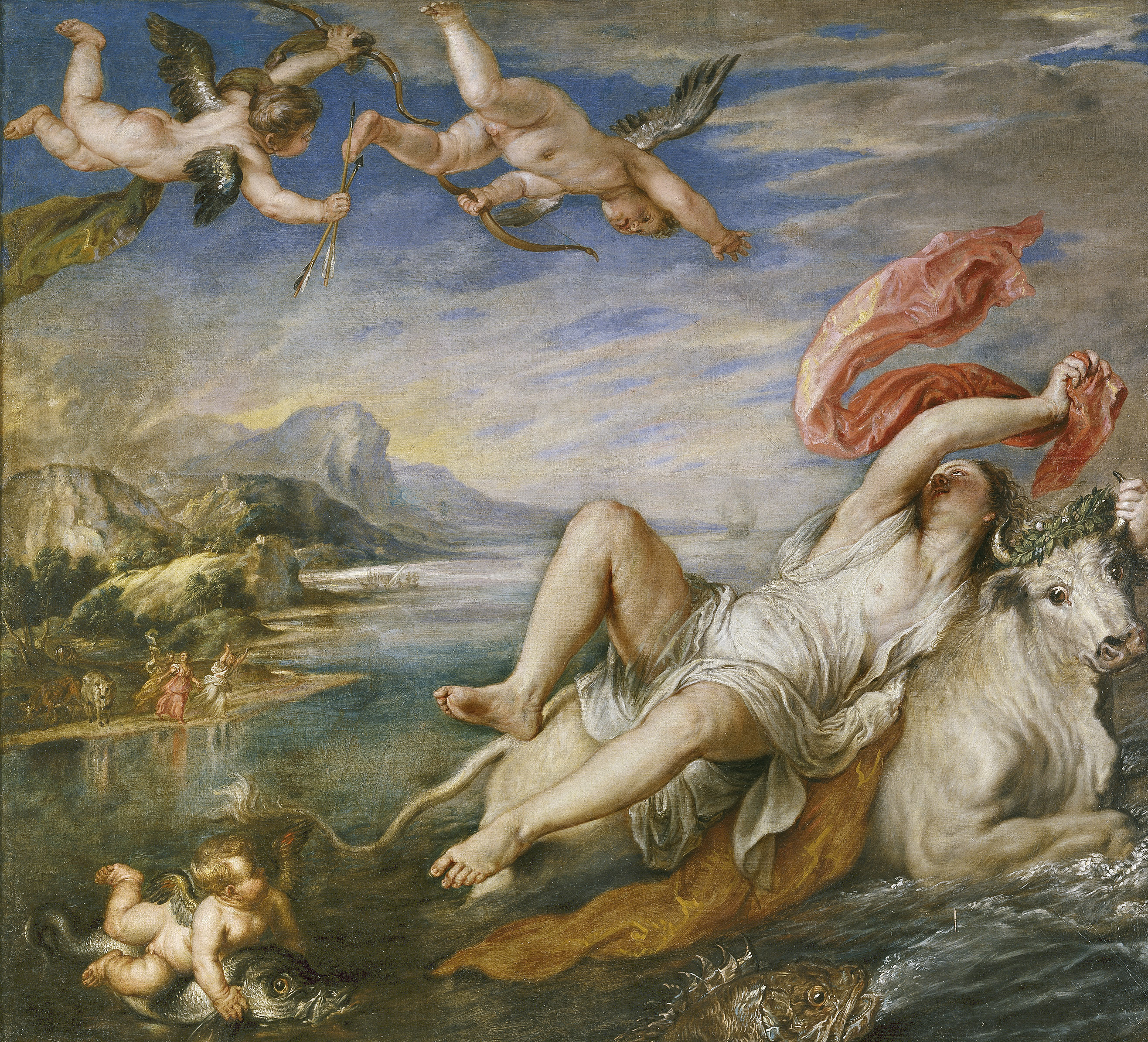
Zeus als Stier die Europa ontvoert

Zeus' vrouw was zijn zus, de godin Hera, de derde dochter van Kronos. Tot haar grote woede en verdriet werd Zeus echter dikwijls getroffen door de pijlen van de god van de eeuwige liefde Eros en kon hij de liefde voor andere vrouwen niet weerstaan. Hera was zeer jaloers en trachtte op allerlei manieren Zeus van zijn amoureuze escapades te weerhouden, maar vaak tevergeefs: hij had ten minste negen relaties met godinnen en veertien met sterfelijke vrouwen uit de mensen. Hij verwekte bij hen tientallen kinderen. De lieftallige Europa verleidde hij zelfs door zichzelf in een stier te veranderen en vervolgens te ontvoeren.
Ook de mannenliefde werd in de Griekse mythologie niet geschuwd. Zo liet Zeus zijn oog vallen op Ganymedes. Het verhaal is vaak besproken met het oog op de rol van homoseksualiteit in de Griekse cultuur.

### Zonen en dochters
Samen met Hera kreeg hij Ares, de oorlogsgod. Zeus' dochter, de godin van de liefde en de schoonheid Aphrodite, steeg op uit het schuim van de zee. Maar Aphrodite wordt ook vaak gezien als dochter van Ouranos, wiens geslachtsdelen door zijn eigen zoon werden ontnomen en in de zee vielen, waaruit Aphrodite ontstond. Hera schonk hem Hephaistos, de god van de smeedkunst, die de macht van het vuur wist te temmen. Bij Leto, een dochter van de Titaan Koios, kreeg Zeus twee kinderen: Apollo, de god van welvaren en ordening, beschermheer van de wet en van alles wat goed en schoon is in de natuur en bij de mensen, en Artemis, een beschermende en heilbrengende godin van de natuur. Beiden waren zij ongehuwd. Zeus' zoon Herakles werd op aarde geboren. Bij Leda verwekte hij de tweeling Castor en Pollux en hun zusje Helena, die een grote rol speelde in de Trojaanse oorlog. Ook de sterveling Tantalos, koning van Lydië, was (waarschijnlijk) een zoon van hem.
Ten slotte was daar Pallas Athene, Zeus' lievelingsdochter, de godin van de wijsheid, want zij was, nadat hij de godin Metis had opgeslokt, uit zijn hoofd ontsproten. Zij was daarom een machtige en wijze leidster en beschermvrouw van staten en steden in oorlog en vrede. Dionysos was ook de zoon van Zeus. Dionysos werd geboren uit de heup van Zeus. Dionysos is de god van de wijn en de ontspanning. Bij de sterfelijke Danaë, verwekte hij Perseus. Deze werd later beroemd door zijn gevecht met Medusa, waarin hij haar onthoofdde.
De godin Iris was de boodschapster, door wie de communicatie tussen goden en mensen verliep. Hermes was eveneens boodschapper van de goden. Hij escorteerde de geesten van gestorvenen naar Hades.

## Kunst en attributen

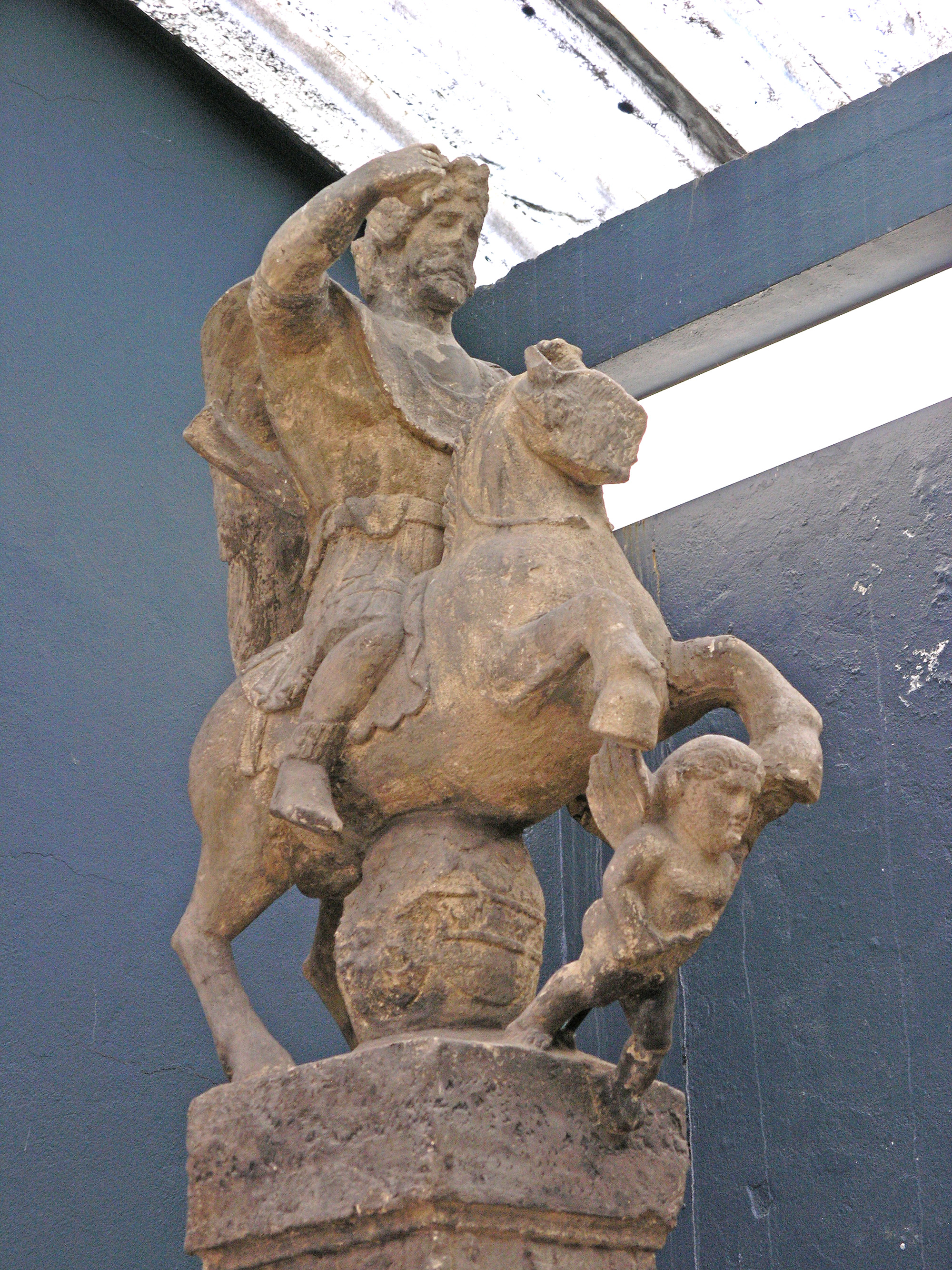
Zeus en Pegasus

In de beeldende kunst wordt Zeus veelal voorgesteld als een waardig en vorstelijk man met weelderige baard en haardos. In oudere voorstellingen draagt hij een krans van eikenbladeren, later een lauwerkrans. Tot zijn attributen behoren, al naargelang de functie waarin hij wordt uitgebeeld, een scepter, een offerschaal, een adelaar of een kleine Nikè, een bliksemschicht en een wereldbol.
Het beroemdste beeld van Zeus was in de oudheid het zittende beeld uit goud en ivoor (beschouwd als een van de zeven wereldwonderen van de antieke wereld, bekend van enkele munten en door een beschrijving van Pausanias; verloren gegaan) dat Phidias maakte voor zijn tempel te Olympia.

## Zeus bij niet-Griekse volkeren
In de oudheid waren er veel contacten tussen de diverse zeevarende volkeren, en deze namen veel elementen uit de verschillende godsdiensten van elkaar over.
Zo was Zeus, reeds voor de Hellenistische tijd, bekend bij de Frygiërs en werd hij als oppergod vereenzelvigd met de god Amon, en werd daarom ook wel vereerd als Zeus-Amon. Amon werd zowel bij de Egyptenaren als bij de Lybische volkeren als god beschouwd, met verschillende interpretaties.
De Romeinen vereenzelvigden Zeus met Jupiter, de Germaanse volkeren vereenzelvigden hem met Wodan en de Scandinavische volken met Odin.